# Annie Fremaux-Crouzet
 (novembre 2014).
Si vous disposez d'ouvrages ou d'articles de référence ou si vous connaissez des sites web de qualité traitant du thème abordé ici, merci de compléter l'article en donnant les références utiles à sa vérifiabilité et en les liant à la section « Notes et références ».
Annie Fremaux-Crouzet, née le 2 février 1935 à Béziers et morte le 15 décembre 2023 à La Colle-sur-Loup,, est une hispaniste française spécialiste du Moyen Âge au XVIe siècle.

## Biographie
Agrégée de l’Université (Montpellier et La Sorbonne, 2° accessit), après avoir dirigé le Département des Études ibéro-américaines d’Alger jusqu’en 1968 avec une équipe d’hispanistes français, elle est nommée à l’Université de Nice où elle développe les cours de littérature et de civilisation hispanique centrés sur les époques médiévales et moderne pour la préparation des diplômes de Licence et la préparation aux concours nationaux.
Elle a participé pendant de nombreuses années aux jurys de CAPES et d’Agrégation d’espagnol, jusqu’à en occuper la vice-présidence pendant les deux dernières années.
Elle a achevé sa carrière universitaire comme professeur de littérature et de civilisation hispaniques à l’Université de Nice Sophia Antipolis.

## Publications
À partir de ses travaux de thèse d’État et de ses recherches ultérieures développées à l’Université de Nice, elle a publié en français et en espagnol des études sur l’histoire des mentalités sous l’angle des rapports de dominance et d’anti-dominance dans le champ culturel et socio-politique.

### Époque médiévale et moderne
- « Garcilaso de la Vega (1503-1536) », dans Encyclopædia Universalis (lire en ligne), p. 470-471
- « Sobre la significación tridentina del monasterio de San Lorenzo de El Escorial », p.117-136, in Annales de la Faculté de Lettres en Sciences Humaines de Nice, n°23, Nice, 1975
- « Interprétation démoniaque du Libro de las Donas de Francisco Ximénez » p.49-68, in Annales de la Faculté des Lettres et Sciences Humaines de Nice, n°30, Nice 1978.
- « Pour un entraînement à la lecture, dans la didactique des langues dans l’enseignement supérieur », Annales de la Faculté de Lettres et Sciences Humaines de Nice, n°36, Nice, 1979.
- « De la hiérarchie des corps dans le Bas Moyen Âge hispanique, dans l’image du corps humain dans la littérature et l’histoire médiévales », p.1-28, in Razo, Cahiers du Centre d'Études Médiévales de Nice, n°2, Nice, 1981
- « L’antiféminisme comme théologie du pouvoir chez Melchor Cano », in Annales de la Faculté des Lettres et Sciences humaines de Nice, n°23, pp. 139-186, Nice 1982
- « Franciscanisme des villes et franciscanisme des champs dans l’Espagne du Bas Moyen Âge » in, Mélanges offerts à Jean Gauthier Dalché, Annales de la Faculté des Lettres et Sciences Humaines de Nice, n° 46, Nice, p. 53-65, 1983
- « Alegato en favor de las mujeres idiotas » : aspectos del franciscanismo feminista de Francisco de Torres en la glosa al « Conorte » de Juana de la Cruz., 1567-1568 », in Homenaje a José Antonio Maravall, Centro de Investigaciones Sociológicas, p.99-116, Madrid, 1986
- « Un visage de l’opposition sous Philippe II : le pacifisme utopique de fr. Luis de León dans la monarchie catholique de Philippe II et les espagnols », pp.101-126, Éditions du Temps, Paris, 1998
- « Brève rencontre entre Nice et Falla », Revue Langues néolatines, 1999
- « Jésus chassant les marchands du temple. Une série iconographique au temps de la Contre-Réforme », Revue Amadis, 2000
- La chevalerie dans la Couronne de Castille du XIe au XVIe siècle, p. 5-191, Ellipses, Paris, 2001
- « La conciliación de contrarios en la espiritualidad de fray Luis de León », Cahiers du CRIAR, Rouen, p. 115-134, 2002
- « Mujeres e Inquisición : Beatriz de Vivero  1518-1559 », in L’inquisition espagnole et la construction de la monarchie confessionnelle 1478-1561, p. 236-270, éditions du temps, Nantes, 2002
- « La propaganda neo-goticista y el espíritu de cruzada en el poema de Fernan González Goticismo y espíritu de cruzada », p.117-129, in Expliquer la civilisation hispanique, Méthodes, textes et documents, ed. C. Le Bigot, Rennes, 2003
- « La España imperial : Tensiones, disidencias y rupturas », p.177-204, in L’empire espagnol de Charles Quint (1516-1556), Ellipses, Paris 2004
- « El debate de Elena y María : l’art du contrepoint dans la satire sociale castellano-léonaise du XIIIe siècle », in Le dialogue ou les enjeux d’un choix d’écriture (pays de langues romanes), Actes du Colloque international de 2003, pp.99-111, Rennes, 2006
- « Ortodoxia y biblismo plurilingüe en fray José de Sigüenza », Homenaje al P. Fray José de Sigüenza, La Ciudad de Dios, vol. CCIX, n°1, p.113-139, Real Monasterio de El Escorial, 2006
- « Humanismo cristiano y hebraísmo en la España  del siglo XVI », p.291-308, in Hommage à Francis Cerdan, ed. Françoise Cazal, Toulouse, 2007
- Humanisme chrétien et hébraïsme dans l’Espagne du XVIe siècle, Nice, 2008
- Epílogo a « La razón humilde en María de Zambrano », San Lorenzo de el Escorial, 2009
- Compte rendu dans Criticon, Université de Toulouse (2009), de « Poesia y contemplación, las divinas nupcias de Arias Montano, édité par Luis Gomez Canseco, Universidad de Huelva.
- Concierto del alma. Càbala y utopía en fray Luis de Léon. Cuadernos de Exilios, Universidad Autònoma de Madrid, Departamento de Antropologìa social y de pensamiento filosòfico español, 504p., San Lorenzo de El Escorial, 2010. (version revue, corrigée et augmentée de la thèse[4] : El cabalismo cristiano de Fray Luis de León o la voz perdida de un pacifista en tiempos de Contrarreforma, Montpellier, 1991)